# Sindrome del lobo medio
La sindrome del lobo medio è una condizione clinica che può presentarsi qualora il lobo medio del polmone sia conformato in modo che il bronco che conduce l'aria inspirata a tale lobo sia facilmente comprimibile da parte di strutture normalmente adiacenti, quali linfonodi e strutture patologiche, come tumori solidi.
La conseguenza di questo restringimento del lume bronchiale è l'atelettasia cronica e recidivante del lobo medio che può complicarsi con infezioni di tipo polmonitico. È presente un'ipertrofia del tessuto linfoide associata, in particolar modo in caso di infezione con Mycobacterium avium, a granulomi; l'epitelio bronchiale appare infiammato ed è classicamente presente bronchiectasia.
Coinvolge prevalentemente individui adulti, mentre può occasionalmente presentarsi nei bambini, soprattutto in quelli asmatici.